# Marmaroplegma unicolor
Marmaroplegma unicolor är en fjärilsart som beskrevs av Antonius Johannes Theodorus Janse 1915. Marmaroplegma unicolor ingår i släktet Marmaroplegma och familjen Eupterotidae. Inga underarter finns listade i Catalogue of Life.